# Direktorium für Vollblutzucht und Rennen
Das Direktorium für Vollblutzucht und Rennen e. V. ist die letzte Instanz für alle Fragen im Galopprennsport in Deutschland. Trotz seines Namens handelt es sich nicht um eine Behörde oder eine Abteilung eines Ministerialbereichs, sondern um einen privatrechtlichen Verein, dessen Autorität und Autorisierung für den von ihm verwalteten Bereich auf einer bundesgesetzlichen Regelung beruht.
Der Verein ging im Jahr 1947 aus dem 1867 gegründeten Union-Club bzw. dessen Exekutivorgan, der so genannten „Oberste Behörde“, hervor, sein Sitz ist Köln-Weidenpesch. Er ist der nach europäischem Tierzuchtrecht anerkannte zentrale Zuchtverband für die Zucht Englischer Vollblutpferde in Deutschland und führt das Allgemeine Deutsche Gestütbuch (ADGB). Zudem legt er auf nationaler Ebene – in Abstimmung mit internationalen Regeln – die Rennregeln (so genannte Rennordnung – „rules of racing“) fest und überwacht sie, erteilt die Lizenzen für Trainer, Jockeys, Pferde und Besitzer, legt die Standards für die Rennplätze fest, überwacht die medizinische Versorgung der Pferde und kümmert sich nicht zuletzt um alle Fragen rund ums Doping bei Pferden und ihren Reitern.
Seine englische Entsprechung ist der Jockey Club.

## Deutscher Galopp
Deutscher Galopp ist die Dachmarke des deutschen Galopprennsports. Die Marke gehört dem Direktorium für Vollblutzucht und Rennen. Unter diesem Dach wird die Galopprennserie German Racing Champions League organisiert. Zuvor war ab 2010 die Dachmarke German Racing.